# Dr. Teeth & the Electric Mayhem
Dr. Teeth & the Electric Mayhem ist eine amerikanische Jazz- und Rockband. Alle Bandmitglieder sind Puppen nach der Idee von Jim Henson. 1975 zählt als Gründungsjahr der Band. Erst 2023 erschien ihr Debütalbum The Electric Mayhem beim Plattenlabel Walt Disney Records.

## Geschichte
Den ersten Auftritt hatte die Band 1975 in dem Pilotfilm The Muppet Show: Sex and Violence zur Muppet Show. Dr. Goldzahn und Tier wurden von Jim Henson, Zoot von Bonnie Erickson und Floyd, Janice und Lips von Michael K. Frith entworfen. Sie treten einzeln und als Band in fast allen Folgen der Serie und der Muppet-Filme auf. 2023 erschien ihre eigene Serie The Muppets Mayhem. Dazu erschien nach fast fünfzig Jahren Bandgeschichte ihr erstes Studioalbum The Electric Mayhem.

## Bandmitglieder

### Dr. Goldzahn
Dr. Goldzahn (englisch: Dr. Teeth) ist der Keyboarder und Sänger der Band. Er hat eine grünliche Gesichtsfarbe, einen roten Bart, eine lange orangefarbene Nase und große weiße Zähne im Oberkiefer. Einer dieser Zähne ist ein goldfarbenes implantat. Er trägt immer ein gestreiftes Oberteil und einen samtblauen Zylinder mit grauem Hutband. Die Puppe wurde von 1975 bis 1990 von Jim Henson, von 1991 bis 2003 von John Kennedy und ab 2004 von Bill Barretta gespielt.

### Tier
Tier (englisch: Animal) ist der Schlagzeuger der Band. Er hat hellrote struppige Haare und Bart, einen sehr schlanken ausgemergelten Körper, überlange Arme und Beine. Aufgrund seines wilden ungezügelten Temperaments wird er meistens von Floyd an der Kette geführt. Er hat mehrere Drumbattles mit berühmten Gästen gespielt, darunter Buddy Rich, Harry Belafonte oder Dave Grohl. Bis 2002 spielte Ronnie Verrell das Schlagzeug für Tier.
Als Rita Moreno 1977 Gaststar in der Muppet Show war, sang sie das Lied Fever. Dabei wurde sie von Tier am Schlagzeug und Floyd Pepper am Bass begleitet. Tier unterbrach sie mehrfach durch übertriebene Einsätze des Schlagzeugs. Moreno schaffte es trotzdem, das Lied zu Ende zu bringen. Dafür bekam sie den Emmy in der Kategorie „Primetime Emmy Award for Outstanding Individual Performance in a Variety or Music Program“.

### Janice
Janice spielt in der Band die Leadgitarre und fungiert als Backgroundsängerin. Sie ist eine gelbe Puppe ohne Nase, mit einem breiten lächelnden Mund mit üppigen roten Lippen. Ihre Augen sind geschlossen mit großen Wimpern. Meistens spielt sie linkshändig eine Gibson Les Paul. In der Muppet Show tritt sie regelmäßig als Krankenschwester in der Sketchreihe Neues aus der Tierklinik auf. Sie ist mit Floyd Pepper liiert.
Janice wurde von mehreren Puppenspielern gespielt (Auswahl):
- 1975 bis 1976: Fran Brill
- 1975: John Lovelady
- 1976: Eren Ozker
- 1975, 1977 bis 1991: Richard Hunt
- 2000: Matt Vogel
- 2001: Kevin Clash
- 2002 bis 2003: Brian Henson
- 2005 bis 2008: Tyler Bunch
- seit 2008: David Rudman

### Floyd Pepper
Floyd Pepper (auch Sergeant Floyd Pepper) ist der Bassist und neben Dr. Goldzahn Sänger der Band. Er ist eine rosafarbene Puppe mit langen orangefarbenen Haaren. Er trägt meist eine Armeekappe und eine rote Uniformjacke mit Epauletten und goldenen Knöpfen. Er spielte am Anfang verschiedene Bässe, mit den Jahren fokussierte er sich immer mehr auf einen Fender Precision Bass. Floyd ist mit Janice liiert und ein enger Freund von Tier. Die Puppe wurde von Michael K. Frith entworfen und von Dave Goelz gebaut. Gespielt wurde sie u. a. von:
- 1975 bis 2003: Jerry Nelson
- 2005 bis 2006: John Kennedy
- seit 2008: Matt Vogel

### Zoot
Zoot ist der Saxophonist der Band. Er ist eine blassblaue Puppe mit blauen Haaren. Er trägt immer eine Sonnenbrille, einen Hut und einen Anzug. Sein Name stammt vom Saxophonisten Zoot Sims und sein Aussehen wurde nach Gato Barbieri angelegt. Entworfen wurde die Puppe von Bonnie Erickson. Seit 1975 wird sie meistens von Dave Goelz gespielt. Sein Instrument ist ein Altsaxophon, auch wenn die Tonlagen in den Bereich eines Baritonsaxophons oder Tenorsaxophons reichen.

### Lips
Lips ist der Trompeter der Band. Er ist eine blassgraue Puppe mit orange-gelben strubbeligen Haaren und einem ebensolchen Kinnbart. Seine Augen sind immer geschlossen und seine Mundwinkel nach unten gezogen. Er kam erst 1980 zur Band und wurde von Steve Whitmire entworfen. Dieser spielte die Puppe auch bis 2016. Seit 2017 spielt Peter Linz die Puppe.

## Liveauftritte
Die Walt Disney Company plante eine Tour für die Band. Anstatt Puppenspielern sollte die Puppen durch Animatronic bewegt werden. Als Musiker für die Band war die Gruppe My Morning Jacket geplant. 2011 wurde der Plan für die Tour eingestellt. Am 7. August 2016 spielte die Band auf dem Outside Lands Music and Arts Festival im Golden Gate Park in San Francisco. Sie spielten Can you Picture that? und Cover von San Francisco von The Mowgli's, Home und Ophelia von Edward Sharpe and the Magnetic Zeros und als Abschluss die Version Joe Cockers von With a Little Help from My Friends der Beatles. 2023 spielte die Band auf der Premierenfeier ihrer Serie in Hollywood.

## Fernsehserie „The Muppets Mayhem“
The Muppets Mayhem ist eine Fernsehserie mit zehn Folgen, welche von The Muppets Studio, LLC für die Walt Disney Company produziert wurde. Die Veröffentlichung erfolgte am 10. Mai 2023 über den Streamingdienst Disney+. Die Serie dreht sich um die Band und ihren Weg zu einem eigenen Musikalbum in Los Angeles. Ähnlich wie in der originalen Muppet Show haben in jeder Folge ein bzw. mehrere Gaststars einen Auftritt. Die waren u. a. Paula Abdul, Steve Aoki, Sofia Carson, Tommy Chong, Billy Corgan, deadmau5, Desiigner, Morgan Freeman, Susanna Hoffs, Peter Jackson, Kesha, Tommy Lee, Lil Nas X, Cheech Marin, Ziggy Marley, Ryan Seacrest, Kevin Smith, Chris Stapleton, Danny Trejo, Weird Al Yankovic und Zedd.

## Diskografie (Auswahl)
| Charts          | Platzierung                       |
| --------------- | --------------------------------- |
| US Soundtracks  | 10                                |
| US Kids Album   | 1                                 |
| UK Albums Chart | 37 (5000 Verkäufe in einer Woche) |

| Charts          | Platzierung |
| --------------- | ----------- |
| US Vinyl Albums | 10          |

### Alben
- 2023: The Muppets Mayhem, Soundtrack zur Serie, Walt Disney Records
- 2023: The Electric Mayhem, Studioalbum, Walt Disney Records (IF-IT-1138)

### Singles (Auswahl)
- 2009: Bohemian Rhapsody (ohne Label)
- 2016: You Are the Sunshine of My Life, zusammen mit Jack White, Third Man Records[11]
- 2023: Rock On (Walt Disney Records)
- 2023: Can You Picture That? (Walt Disney Records)

### Kompilationen (Auswahl)
- 1979: Little Saint Nick, Album John Denver and the Muppets: A Christmas Together (RCA Records)
- 1984: You Can’t Take No for Answer, Soundtrack Die Muppets erobern Manhattan (Warner Bros. Records)
- 1992: Fozziwig's Party, Soundtrack Die Muppets Weihnachtsgeschichte (Jim Henson Records, Release Walt Disney Records)
- 2005: Tenderly, Soundtrack Muppets: Der Zauberer von Oz (Walt Disney Records)
- 2005: Nap Time, Soundtrack Muppets: Der Zauberer von Oz (Walt Disney Records)
- 2005: The Witch Is in the House, Soundtrack Muppets: Der Zauberer von Oz (Walt Disney Records)

## Filmografie (Auswahl)
- 1975: The Muppet Show: Sex and Violence
- 1976–1981: Die Muppet Show
- 1979: Muppet Movie
- 1979: John Denver and the Muppets: A Christmas Together
- 1981: Die große Muppet-Sause
- 1984: Die Muppets erobern Manhattan
- 1992: Die Muppets Weihnachtsgeschichte
- 1996: Muppets – Die Schatzinsel
- 2011: Die Muppets
- 2023: The Muppets Mayhem